# Heinrich Friedrich Link

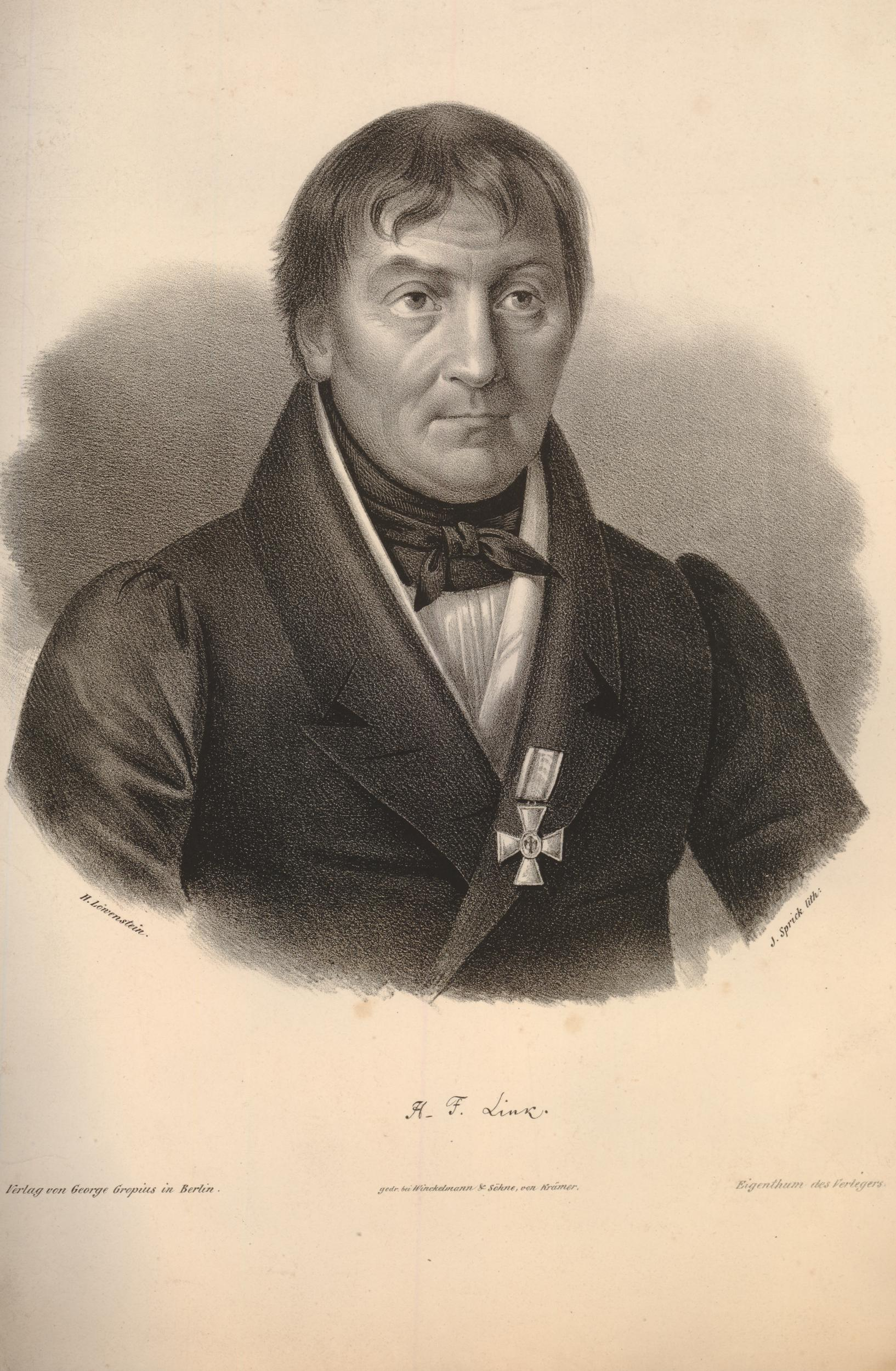
Heinrich Friedrich Link, nach einer Zeichnung von H. Löwenstein gestochen von Johann Sprick

Johann Heinrich Friedrich Link (* 2. Februar 1767 in Hildesheim; † 1. Januar 1851 in Berlin) war ein deutscher Naturwissenschaftler, der als einer der letzten das gesamte Wissen der „Naturlehre“ noch umfassend beherrschte. Sein offizielles botanisches Autorenkürzel lautet „Link“.

## Leben und Wirken
Heinrich Friedrich Link, Sohn eines Predigers, studierte ab 1786 an der Georg-August-Universität Göttingen Medizin und Naturwissenschaften und wurde dort 1789 zum Dr. phil. promoviert. In Göttingen lernte er auch Alexander von Humboldt kennen und botanisierte mit ihm. 1792 erhielt er die herzoglich mecklenburgische Professur für Naturgeschichte, Botanik und Chemie  an der Universität Rostock. 1792 wurde er zum korrespondierenden Mitglied der Göttinger Akademie der Wissenschaften gewählt. Im Jahre 1797 besuchte er mit Johann Centurius von Hoffmannsegg Portugal. Das Ergebnis dieser Studienreise war ein Werk über die Flora Portugals, das von 1809 bis 1820 erschien. Am 15. August 1801 wurde Link mit dem Beinamen Cleophanes zum Mitglied (Matrikel-Nr. 1018) der Leopoldina gewählt. Im Dezember 1828 wurde er korrespondierendes Mitglied der Académie des sciences in Paris.
1811 ging er als o. Professor für Chemie und Botanik an die nach dem Frieden von Tilsit gegründete Schlesische Friedrich-Wilhelms-Universität Breslau. Für das Amtsjahr 1814/15 wurde er zum Rektor gewählt. Daneben hielt er dem Kronprinzen Friedrich Wilhelm Vorlesungen über naturwissenschaftliche Themen.
Nach dem Tod von Carl Ludwig Willdenow übernahm er 1815 an der ebenfalls neuen Friedrich-Wilhelms-Universität Berlin den Lehrstuhl für Naturgeschichte sowie die Direktion des Botanischen Gartens Berlin. 1816/17 war er wiederum Rektor. Er war 1822 Mitbegründer der Deutschen Gartenbau-Gesellschaft und wurde am 17. August 1845 in den preußischen Orden Pour le Mérite für Wissenschaft und Künste aufgenommen. 1812 wurde er korrespondierendes und 1815 ordentliches Mitglied der Preußischen Akademie der Wissenschaften. Seit 1829 war er auswärtiges Mitglied der Bayerischen Akademie der Wissenschaften.
Link war einer der wenigen deutschen Botaniker seiner Zeit, die allseitige Pflanzenkenntnis anstrebten und mit soliden systematischen Forschungen auch taxonomische und physiologische verbanden.
1783 wurde Link in die Freimaurerloge „Pforte der Ewigkeit“ in Hildesheim aufgenommen. In der Folge war er aktives Mitglied von Logen in Rostock, Breslau und Berlin. Besondere Verdienste um die Freimaurerei erwarb er sich als Großmeister der Großen Loge „Royal York, genannt zur Freundschaft“ zwischen 1831 und 1850.
Heinrich Friedrich Link starb, nur wenige Wochen vor seinem 84. Geburtstag, am Neujahrstag 1851 in Berlin. Beigesetzt wurde er auf dem Friedhof III der Jerusalems- und Neuen Kirche vor dem Halleschen Tor. Das Grab ist nicht erhalten.

## Ehrungen
Nach Link benannt sind die Pflanzengattungen Linkia Cav. aus der Familie der Silberbaumgewächse (Proteaceae) und Linkagrostis Romero García, Blanca & C.Morales aus der Familie der Süßgräser (Poaceae).

## Schriften
- Nachricht von einer Reise nach Portugal nebst botanischen Bemerkungen. In einem Schreiben an den Herausgeber von dem Hrn. Prof. Link Journal für die Botanik (Schrader). 2: 297–326.
- Grundlehren der Anatomie und Physiologie der Pflanzen. Göttingen 1807.
- Nachträge zu den Grundlehren etc. Göttingen 1809.
- Die Urwelt und das Altertum, erläutert durch die Naturkunde. Berlin. 1820–1822. (2. Auflage, 1834) (Digitalisat)
- Handbuch zur Erkennung der nutzbarsten und am häufigsten vorkommenden Gewächse. 3 Teile. Haude und Spener, Berlin 1829 (Digitalisat) der Universitäts- und Landesbibliothek Düsseldorf
  - Erster Theil. 1829 (Digitalisat)
  - Zweiter Theil. 1831 (Digitalisat)
  - Dritter Theil. 1833 (Digitalisat)
- Das Altertum und der Übergang zur neuern Zeit. Berlin 1842.
- Elementa philosophiae botanicae. Berlin 1824. 2. Auflage. 1837 (lateinisch und deutsch).
- Anatomisch-botanische Abbildungen zur Erläuterung der Grundlehren der Kräuterkunde. 4 Bände. Berlin 1837–1842.
- Ausgewählte anatomisch-botanische Abbildungen. 4 Bände. Berlin 1839–1842.
- Filicum species in horto regio Berolinensi cultae. Berlin 1841.
- Anatomie der Pflanzen in Abbildungen. 3 Bände. Berlin 1843–1847.

## Herausgeber
- mit Christoph Friedrich Otto: Icones plantarum selectarum horti regii botanici Berolinensis. 10 Bde., Berlin 1820–1828.[12]
- mit Christoph Friedrich Otto: Icones plantarum rariorum horti regii botanici Berolinensis. Berlin 1828–1831. Fortgesetzt mit Johann Friedrich Klotzsch, 1841–1844.[13]
- mit Graf von Hoffmannsegg: Flore portugaise. Berlin 1809–1840.